# Nồi hấp thực phẩm

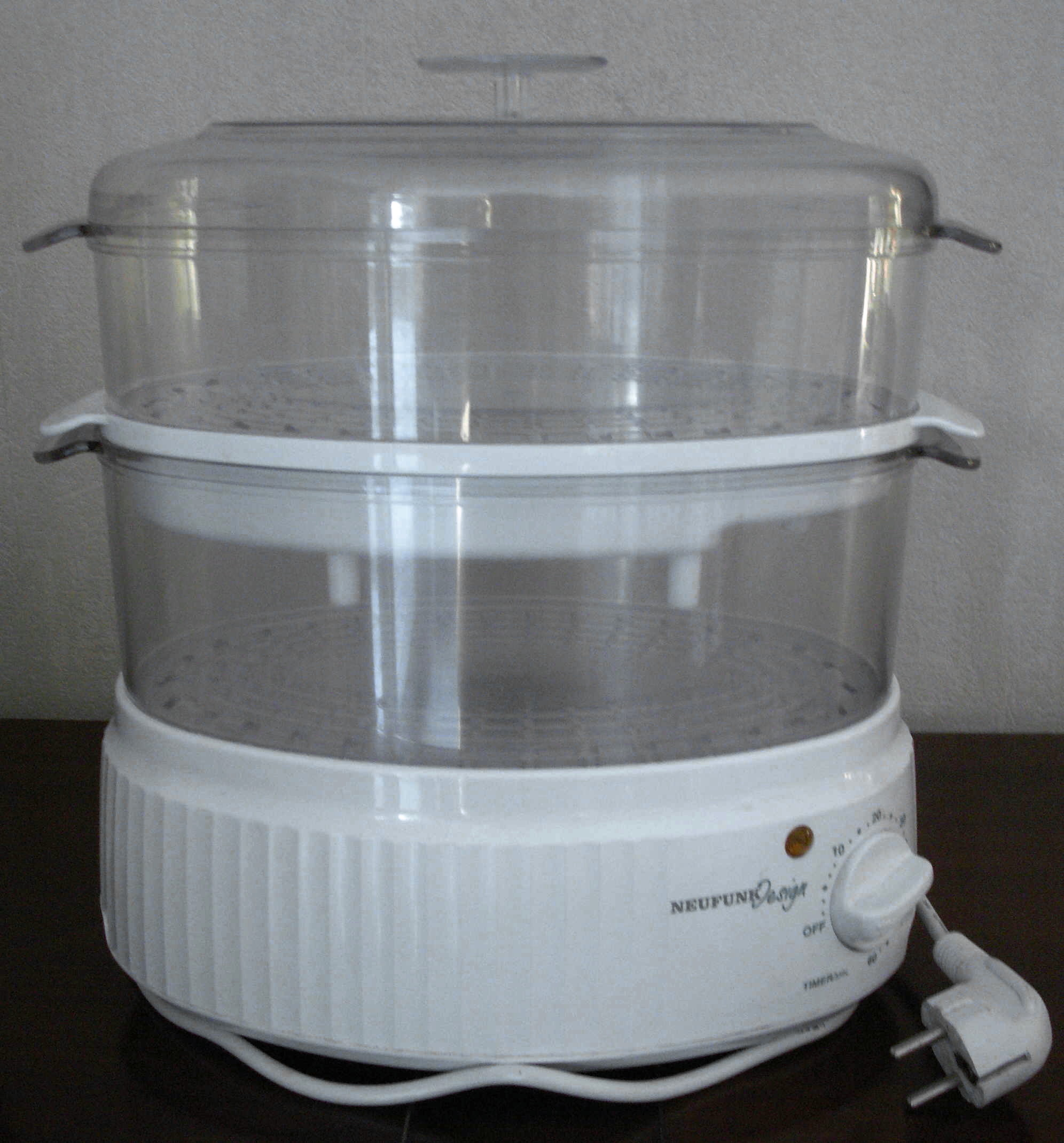
Một nồi hấp điện

Nồi hấp thực phẩm hoặc nồi hấp là một thiết bị nhỏ trong nhà bếp được sử dụng để nấu hoặc chế biến nhiều loại thực phẩm bằng hơi nước nóng thông qua việc giữ thực phẩm trong một vật chứa kín giảm việc thoát hơi. Phương pháp nấu ăn này được gọi là hấp.

## Lịch sử

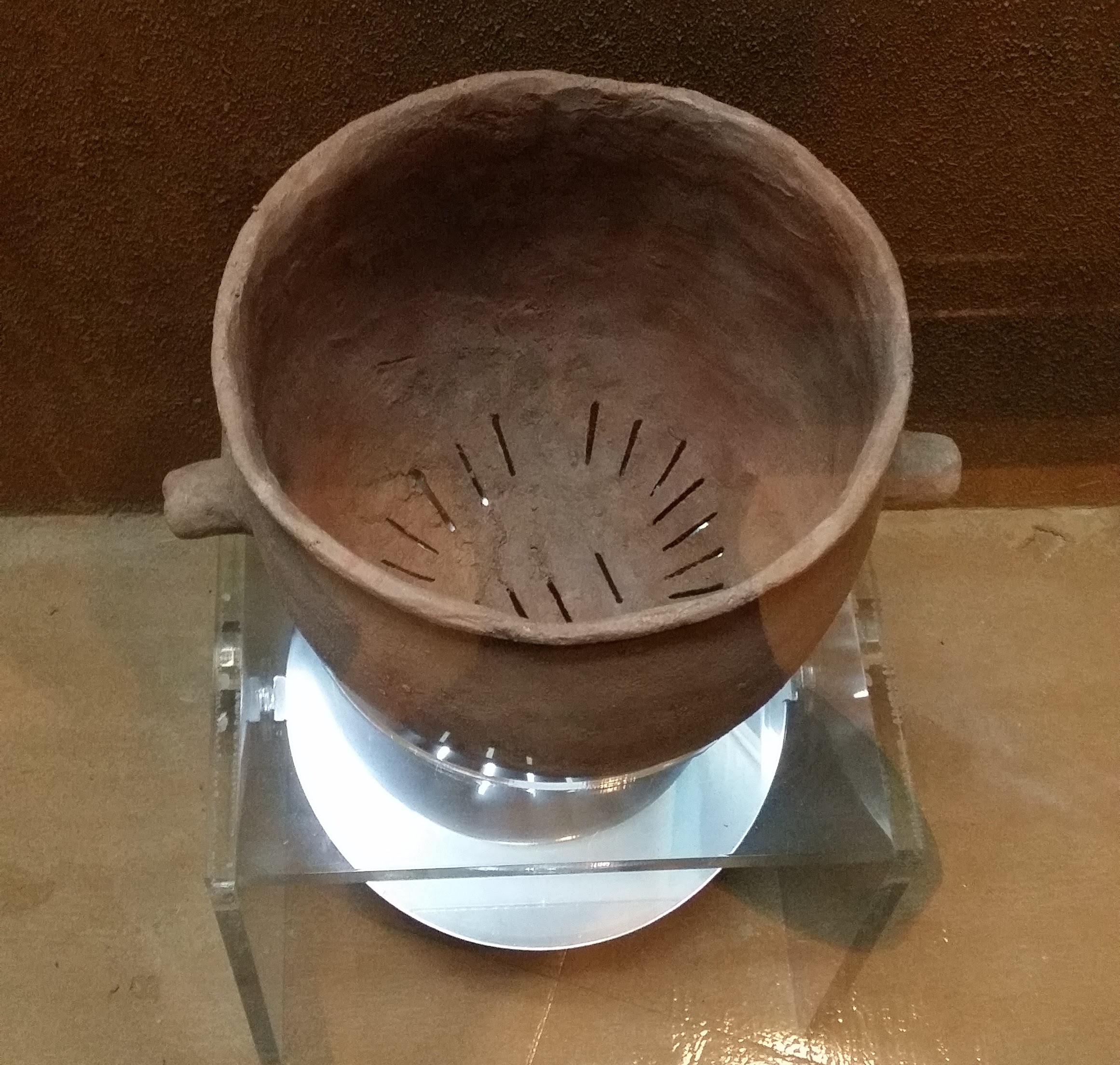
Siru thời đồ Đồng

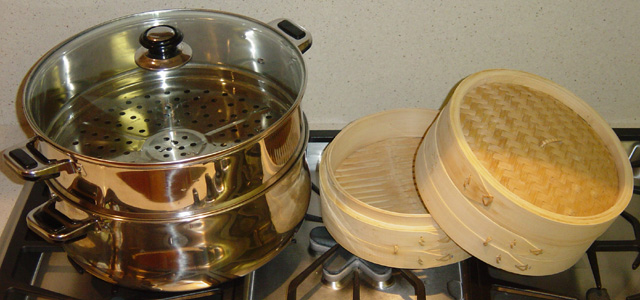
Hai loại nồi hấp, một bằng tre, một bằng kim loại

Nồi hấp thực phẩm đã được sử dụng từ hàng thế kỷ trước. Người Trung Hoa cổ đại sử dụng nồi gốm để hấp thực phẩm. Các cuộc khai quật khảo cổ đã phát hiện ra những chiếc nồi gốm dùng để nấu ăn được gọi là nồi hấp "yan": một chiếc "yan" gồm hai phần, một "zeng" có sàn lỗ đặt trên một nồi hoặc ấm lớn có ba kiềng và một nắp đậy bên trên. Chiếc nồi hấp "yan" sớm nhất, có niên đại từ khoảng 5000 năm trước Công nguyên, được khai quật tại khu vực Bán Pha (半坡). Ở hạ lưu sông Dương Tử, nồi "zeng" xuất hiện lần đầu trong nền văn hóa Hà Mỗ Độ (5000 - 4500 trước Công nguyên) và văn hóa Lương Chử (3200 - 2000 trước Công nguyên) và được sử dụng để hấp gạo; nồi hấp "yan" cũng được tìm thấy ở một số khu vực văn hóa Lương Chử, bao gồm 3 chiếc được tìm thấy ở các khu vực Xước Đôn (綽墩) và La Đôn (羅墩) ở phía nam tỉnh Giang Tô. Tại khu vực văn hóa Long Sơn (3000 - 2000 trước Công nguyên) ở Điền Vượng (田旺), phía tây tỉnh Sơn Đông, 3 chiếc nồi hấp "yan" lớn cũng được phát hiện.

## Ưu điểm

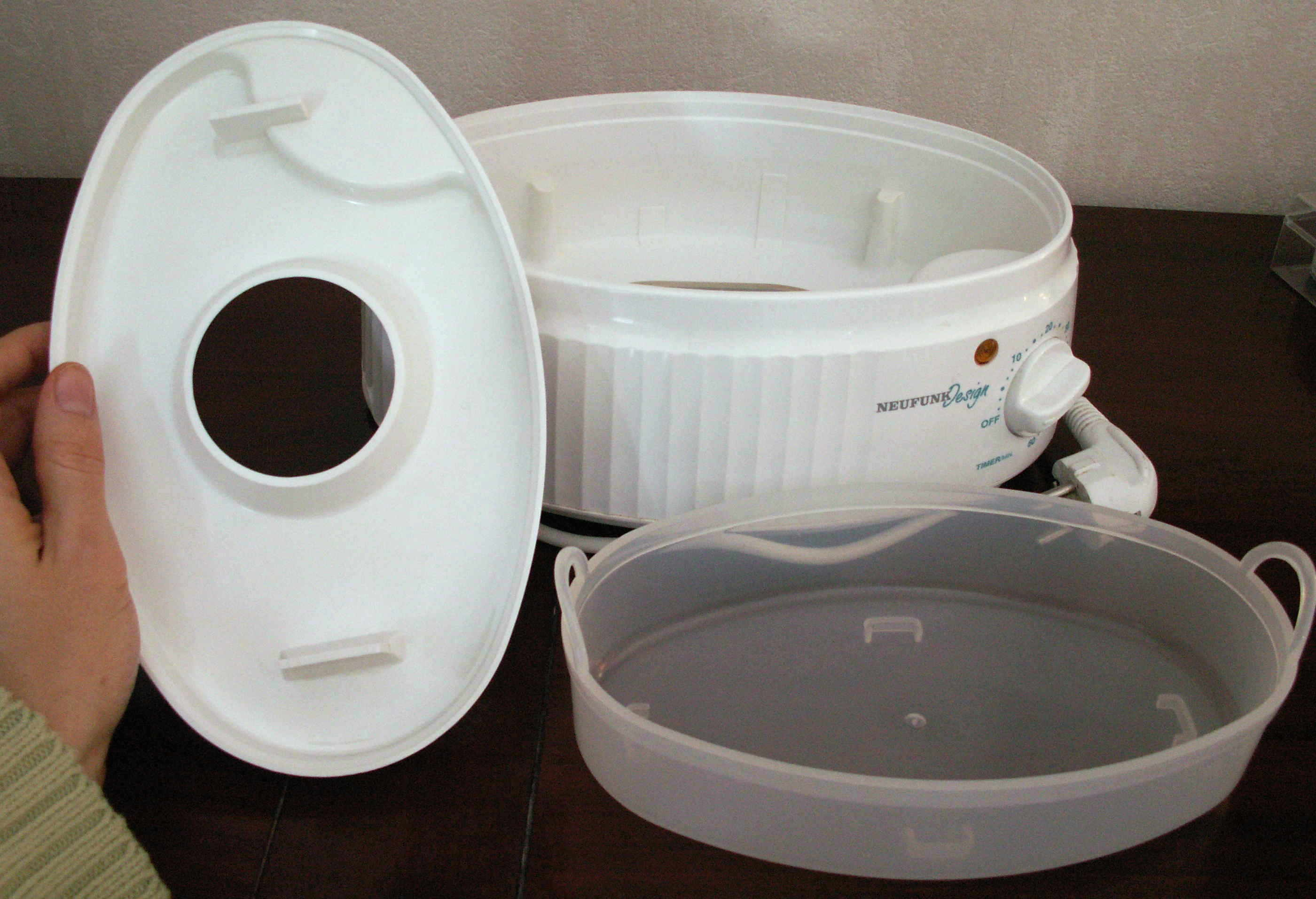
Một bộ phận thu nước của nồi hấp giúp thu lại nước chứa các chất dinh dưỡng đã ngưng tụ.

Hầu hết các nồi hấp cũng có một phần thu nước ép, cho phép tất cả các chất dinh dưỡng (mất đi dưới dạng hơi) được tiêu thụ lại. Khi sử dụng các kỹ thuật nấu ăn khác (ví dụ: luộc), những chất dinh dưỡng này thường bị tổn thất, vì hầu hết chúng được bỏ đi sau khi nấu.
Do khía cạnh sức khỏe của chúng (nấu mà không dùng dầu), nồi hấp thực phẩm được sử dụng rộng rãi trong chế độ ăn uống hướng tới sức khỏe như ẩm thực minceur, một số chế độ ăn sống, chế độ ăn Okinawa, chế độ ăn thực dưỡng hoặc chế độ ăn CRON.
Nồi hấp thực phẩm phát ra ít hơi nhiệt hơn vào môi trường bếp, do đó giúp nhiệt độ phòng bếp thấp hơn.

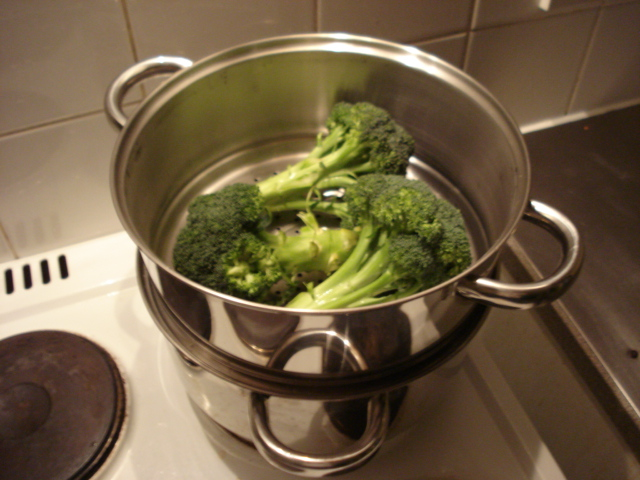
Bông cải xanh trong nồi hấp kim loại.